# Віктор Торн (лижник)
Віктор Торн (11 травня 1996 , Ärtemarkd, Ельвсборг ) — шведський лижник. Учасник зимових Олімпійських ігор 2018. 6 квітня 2021 року оголосив про завершення кар'єри.

## Результати за кар'єру
Усі результати наведено за даними Міжнародної федерації лижного спорту.

### Олімпійські ігри
| Рік  | Вік | 15 км індивідуальні пер. | 30 км скіатлон | 50 км мас-старт | Спринт | 4 × 10 км естафета | Командна першість спринт |
| ---- | --- | ------------------------ | -------------- | --------------- | ------ | ------------------ | ------------------------ |
| 2018 | 21  | —                        | —              | 40              | 27     | —                  | —                        |

### Чемпіонати світу
| Рік  | Вік | 15 км індивідуальні пер. | 30 км скіатлон | 50 км мас-старт | Спринт | 4 × 10 км естафета | Командна першість спринт |
| ---- | --- | ------------------------ | -------------- | --------------- | ------ | ------------------ | ------------------------ |
| 2019 | 22  | 12                       | —              | —               | 20     | 5                  | —                        |

### Кубки світу

#### Підсумкові місця в Кубку світу за роками
| Сезон | Вік | Місце в дисципліні | Місце в дисципліні | Місце в дисципліні | Місце в дисципліні | Місце в Скі Тур | Місце в Скі Тур | Місце в Скі Тур | Місце в Скі Тур   |
| Сезон | Вік | Загалом            | Дистанція          | Спринт             | Ю-23               | Nordic Opening  | Тур де Скі      | Скі Тур 2020    | Фінал Кубка світу |
| ----- | --- | ------------------ | ------------------ | ------------------ | ------------------ | --------------- | --------------- | --------------- | ----------------- |
| 2017  | 20  | 97                 | 67                 | 84                 | 7                  | —               | 34              | Н/Д             | 37                |
| 2018  | 21  | 71                 | 39                 | 67                 | 11                 | —               | —               | Н/Д             | 42                |
| 2019  | 22  | 18                 | 26                 | 18                 | 4                  | 9               | 18              | Н/Д             | 15                |
| 2020  | 23  | 86                 | 89                 | 58                 | Н/Д                | —               | —               | НФ              | Н/Д               |
| 2021  | 24  | 119                | —                  | 72                 | Н/Д                | —               | —               | Н/Д             | Н/Д               |